# Daejeon World Cupstadion
Het Daejeon World Cup Stadion (ook wel Purple Arena genoemd) is een stadion in Daejeon, Zuid-Korea. Het stadion is geopend in 2001 en kan 40.535 toeschouwers herbergen. Vaste bespelers van het stadion zijn de Daejeon Citizen, die uitkomen in de K-League. Het stadion werd speciaal gebouwd voor het Wereldkampioenschap voetbal 2002, dat werd georganiseerd door Zuid-Korea en Japan.

## WK interlands
| №  | Datum        | Wedstrijd                | Uitslag | Competitie | Toeschouwers |
| -- | ------------ | ------------------------ | ------- | ---------- | ------------ |
| 1. | 12 juni 2002 | Zuid-Afrika – Spanje     | 2 – 3   | WK 2002    | 31.024       |
| 2. | 14 juni 2002 | Polen – Verenigde Staten | 3 – 1   | WK 2002    | 26.482       |
| 3. | 18 juni 2002 | Zuid-Korea – Italië      | 2 – 1   | WK 2002    | 38.588       |